# Quilostomats
Cheilostomata, és un ordre de Bryozoa dins la classe Gymnolaemata, són exclusivament animals marins, invertebrats i colonials. Les seves colònies estan compostes de carbonat de calci i creixen sobre diverses superfícies incloent les roques, closques marines, algues i kelps. Únicament entre els Bryozoa en cheilostoma els pòlips s'hostatgen en una mena de caixes que es diuen zooides.
Els cheilostomates són els més abundants i variats entre els moderns bryozoans.

## Subordres
- Ascophora
- Flustrina
- Inovicellina
- Malacostegina
- Scrupariina

## Evolució
Els cheilostomats aparegueren al Juràssic tardà (Pyriporopsis). Durant el Cretaci tardà es diversificaren ràpidament. Encara que l'extinció del Cretaci-Terciari tingué alguna influència, la diversificació continuà durant l'Eocè.